# Кара Іссик-хан
Кара Іссик-хан (? — 553) — другий каган Тюркського каганату.

## Біографія
Походив з роду Ашина. При народженні отримав ім'я Коло. 552 року, його батько, князь тюркотів Бумин розбив жужанів і проголосив себе Ільханом («великим царем царів»). Але наприкінці року він помер. Його наступником обрали старшого сина, який прийняв ім'я Кара Іссик-хана. В цей час жужани продовжили збройний опір, але були розбиті біля гори Лайшань.
Правління Кара Іссик-хана тривало приблизно півроку, помер при невідомих обставинах.
Наступним каганом був обраний його брат Мукан (553—572).
Кара Іссик-хан мав двох синів. Старший, Шету, був на престолі Тюркського каганату з 581 по 587 рік. Молодший, Чулохоу — у 587—588 роках.